# Johannes de Garlandia
Johannes de Garlandia (Johannes Gallicus, francuski: Jean de Garlande) je bio francuski glazbeni teoretičar koji je djelovao u prvoj polovici 13. stoljeća. Živio je i djelovao u pariškom samostanu Clos de Garlande. Poznata su mu djela: O jasnoj glazbi (De musica plana), u kojem je pokušao pomiriti spekulativnu glazbenu teoriju s elementarnom podukom glazbe; O mjerljivoj glazbi (De mensurabili musica), u kojem se bavi problemima mjerenja duljina nota, stanki, stupnja savršenosti suzvučja prema sluhu, ponavljanja, imitacije i dr. te kao prvi spominje troglasje i četveroglasje; Uvod u glazbu (Introductio musice), u kojem raspravlja o notaciji, intervalima, ljestvicama, solmizaciji, kromatici i dr. Uz Boetija i Guida iz Arezza, jedan je od najutjecajnijih srednjovjekovnih glazbenih pisaca, posebno kao teoretičar menzuralizma.